# Cynosurus polybracteatus
Cynosurus polybracteatus är en gräsart som beskrevs av Jean Louis Marie Poiret. Cynosurus polybracteatus ingår i släktet kamäxingar, och familjen gräs.
Artens utbredningsområde är Algeriet. Inga underarter finns listade i Catalogue of Life.